# Rotor-Craft RF-1 Pinwheel
RF-1 Pinwheel — американский экспериментальный портативный вертолёт предназначенный для повышения мобильности перемещения военнослужащих. Данный вертолёт являлся индивидуальным транспортным средством крепящимся за спиной на манер ранца.

## История проекта
Вертолёт был спроектирован и построен компанией Rotor-Craft Corporatioп под руководством Гилберта Макгилла по контракту с ВМС США. Первый полёт был выполнен в 1954 году. Вертолёт проходил испытания до весны 1960 года и за это время было выполнено около 300 полётов. В результате испытаний была достигнут скорость полёта в 161 км/ч и была достигнута высота полёта 4750 метров. Машина была списана как получившая повреждения, а проект был закрыт.

## Конструкция
Конструкция RF-1 была довольно проста так как в ней отсутствовал механический двигатель и как следствие системы питания топливом, гидравлика и электрическая проводка. Взлёт вертолёта осуществлялся при помощи небольших ракетных двигателей Rotor-Craft R-1 установленных на двух концах лопастей несущего винта. При этом двигатели работали на 90% перекиси водорода вытесняемой из баллонов под давлением азота. Перекись поступала в простейшие камеры с катализатором и в результате реакции из сопел возникала реактивная тяга. При такой схеме отсутствовал реактивный момент как на вертолётах с механическим приводом несущего винта. Вращение рулевого винта осуществлялось при помощи ременной передачи. Вертолёт опирался на три опоры, а пилот закрепив его за плечами и встав в полный рост мог передвигаться на ногах и осуществлять посадку и взлёт с ног.

### Технические характеристики
- Экипаж: 1
- Длина:
- Высота:
- Масса пустого:
- Масса снаряженного: кг
- Нормальная взлетная масса:
- Максимальная взлетная масса:
- Масса полезной нагрузки:
- Объём топлива: 20 литров
- Двигатели: 2× ракетных Rotor-Craft R-1
- Мощность:[1]

### Лётные характеристики
- Максимальная скорость: 161 км/ч
- Практический потолок: 4 750 м
- Скороподъёмность:[1]